# Бабаханов, Кунуш
Кунуш Бабаханов — советский государственный деятель. Член КПСС.

## Биография
Родился в 1910 году в кишлаке Сары-Хисор.
В 1930—1966 гг.:
- 1930-1931 колхозник в Сары-Хисоре,
- 1931-1932 слушатель курсов кишлачных учителей в Больджуанском районе,
- 1932-1938 учитель начальной школы в Кзыл-Мазарском районе,
- 1938-1941 студент сельскохозяйственного техникума в Сталинабаде,
- 1939 — вступил в ВКП (б)
- 1941-1942 заведующий отделом пропаганды и агитации Кзыл-Мазарского райкома партии,
- 1942-1944 второй секретарь Шурабадского райкома партии,
- 1944-1946 первый секретарь Больджуанского райкома КП(б) Таджикистана,
- 1947-1949 слушатель Республиканской партийной школы при ЦК КП(б) Таджикистана,
- 1949-1953 председатель исполкома Кулябского областного Совета депутатов трудящихся[2],
- 1953-1954 заведующий сельскохозяйственным отделом Кулябского обкома Компартии Таджикистана,
- 1954-1957 первый секретарь Шурабадского райкома партии,
- 1957-1959 председатель исполкома Кулябского районного Совета депутатов трудящихся,
- 1961-1966 председатель исполкома Кулябского городского Совета депутатов трудящихся.

Избирался депутатом Верховного Совета Таджикской ССР 3-го созыва.
Награждён орденами Отечественной войны II степени (01.02.1945), Трудового Красного Знамени, «Знак Почёта» (дважды), и медалью «За доблестный труд в Великой Отечественной войне».
Умер после 1966 года.